# Der kleine Lord (1936)
Der kleine Lord (Originaltitel: Little Lord Fauntleroy) ist ein US-amerikanisches Filmdrama von John Cromwell aus dem Jahr 1936 nach dem gleichnamigen Roman Der kleine Lord (erschienen 1886) von Frances Hodgson Burnett. In den Hauptrollen spielen Freddie Bartholomew, Dolores Costello und C. Aubrey Smith. Der Film entstand unter Leitung des Produzenten David O. Selznick. International ist dies die vielleicht bekannteste Verfilmung von Burnetts Roman, in Deutschland ist die Verfilmung von 1980 jedoch weitaus berühmter.

## Handlung
In den 1880er-Jahren wächst der junge Cedric „Ceddie“ Errol nach dem Tod seines Vaters in Brooklyn, New York bei seiner Mutter Mrs. Errol und der befreundeten Hebamme Mary auf. Seine Mutter nennt er stets „Dearest“ (Liebste, Teuerste – in der deutschen Synchronfassung allerdings mit „Schatz“ übersetzt), wie es bereits sein Vater getan hat. Er ist befreundet mit dem jugendlichen Schuhputzer Dick und dem patriotischen Gemischtwarenhändler Silas Hobbs, welcher sich abfällig über die Sitten der englischen Aristokraten äußert. Sein Großvater väterlicherseits, der englische Earl von Dorincourt, ignoriert die Familie seit Jahren, weil sein Sohn eine Bürgerliche, noch dazu eine Amerikanerin, geheiratet hat.
Als alle anderen möglichen Erbfolger gestorben sind, sendet der Earl seinen Anwalt und Verwalter Havisham nach New York, um Cedric nach Großbritannien zu holen. Mrs. Errol zögert zunächst, da der Earl Cedric zuvor ignoriert hat, weiß jedoch auch um die Chancen, die ihr Sohn mit dem Titel eines Earls hätte. Schließlich stimmt sie Mr. Havisham zu und reist mit ihrem Sohn und Mary nach England zum Großvater. Zwar wird Cedric mit dem Titel Lord Fauntleroy angesprochen, doch seine Mutter darf nicht im Schloss leben, sondern nur in einem nahe gelegenen Landhaus. Cedric erobert bald die Herzen der Menschen im Schloss und auch das seines strengen, zunächst griesgrämigen Großvaters. Ursprünglich lediglich in der Absicht, dem überaus positiven Bild, das Cedric von seinem Großvater hat, nicht zu widersprechen, verändert sich der mürrische alte Mann tatsächlich. Er beginnt, seiner Verantwortung für seine Untergebenen und besonders die Bedürftigen gerecht zu werden und zeigt allmählich Interesse und Hilfsbereitschaft. Schließlich gibt der Earl ein Fest, bei dem Cedric der englischen Gesellschaft, etwa der Schwester des Earls, Lady Lorradaile, und ihrem Mann Sir Harry sowie der schönen Miss Herbert vorgestellt wird.
Kurz nach dem Fest erfährt Mr. Havisham, dass Cedric doch nicht der richtige Erbe sein soll. Die Amerikanerin Minna Tipton und ihr hinterlistiger Anwalt Snade erklären, dass Minnas Sohn ebenfalls Enkel des Earls ist und als Sohn eines älteren Sohnes des Earls der rechtmäßige Erbe sei. Die Bekanntschaft mit der dreisten, vorlauten Minna bringt den Earl neben vielen anderen Eindrücken zu der Erkenntnis, dass Cedrics Mutter doch eine ordentliche und gutherzige Frau ist. Der Schuhputzer Dick erkennt Minna währenddessen in New York in einer Zeitung als getrennt lebende Frau seines Bruders Ben. Tom ist der gemeinsame Sohn von Ben und Minna. Mr. Hobbs, Dick und Ben reisen nach England und entlarven Minna als Schwindlerin. Zum guten Ende kommt es zu einem Geburtstagsfest für Cedric, bei dem der Großvater ihm seinen Herzenswunsch – dass seine Mutter endlich im Schloss mit ihm leben kann – erfüllt.

## Hintergründe
Der aufstrebende Filmproduzent David O. Selznick hatte im Jahr 1935 für Metro-Goldwyn-Mayer Kassenerfolge wie Anna Karenina und David Copperfield produziert. Selznick wollte allerdings Entscheidungsfreiheit und größere Machtfülle bei seinen Filmen haben, weshalb er sein eigenes Filmstudio Selznick International Pictures gründete. Der kleine Lord wurde zum ersten Film des Filmstudios, das später auch Filmklassiker wie Vom Winde verweht und Rebecca produzierte. Um einen finanziell erfolgreichen Start für sein Filmstudio zu erreichen, wählte Selznick sich einen populären, wenn auch – wie einige Kritiker wie Ben Hecht anmerkten – bereits recht alten Stoff aus: den Roman Der kleine Lord von Frances Hodgson Burnett aus dem Jahr 1886, der zu seiner Zeit ein Welterfolg war. Er wurde bereits 1914 das erste Mal verfilmt, eine zweite Verfilmung entstand 1921 mit Der kleine Lord, in der Hauptrolle mit Mary Pickford in einer Doppelrolle als Cedric und seine Mutter. Selznick musste sich die Rechte für den Film von Pickford kaufen.
In der Hauptrolle entschied man sich für Freddie Bartholomew, der im Vorjahr durch die Selznick-Produktionen David Copperfield und Anna Karenina zum wohl größten männlichen Kinderstar von Hollywood aufgestiegen war. Die schulterlangen Locken – die Cedric im Roman und allen anderen Verfilmungen trägt – ließ Selznick beim schwarzhaarigen Bartholomew jedoch weg, weil er nicht wollte, dass sein Kinderstar wie ein „Sissy“ (dt.: Weichei) aussah. Als Schuhputzer Dick wurde Mickey Rooney eingesetzt, der in den folgenden Jahren regelmäßig Nebenrollen an der Seite von Bartholomew spielte. Um 1940 sank jedoch Bartholomews Popularität und Rooney wurde zu einem erfolgreichen Star, weshalb bei ihrer letzten Zusammenarbeit A Yank at Eton (1942) nicht Rooney, sondern Bartholomew die Nebenrolle hatte. Als Cedrics Mutter wurde Dolores Costello besetzt, die in den 1920er-Jahren ein großer Star in Hollywood gewesen war. Nach ihrer Heirat mit dem Filmstar John Barrymore zog sie sich 1928 aus dem Filmgeschäft zurück, um ihre Kinder großzuziehen. Doch Barrymores Alkoholismus zerstörte die Ehe und es kam 1935 zur Scheidung. Ihr Comeback mit Der kleine Lord verlief durchaus erfolgreich, allerdings litt ihr Aussehen zusehends unter den Schäden ihres starken Make-ups, sodass sie sich 1942 nach nur acht weiteren Filmen ins Privatleben zurückzog. Für die Rolle des Großvaters wählte man C. Aubrey Smith, einen markant aussehenden Ex-Cricketspieler und Nebendarsteller in zahlreichen Hollywoodfilmen seiner Zeit, der sich auf die Verkörperung von britischen Aristokraten oder Militärs spezialisiert hatte. In den vielen Nebenrollen vertraute Selznick zum großen Teil auf erfahrene britische Charakterdarsteller.
Für das Drehbuch zeigte sich der zu seiner Zeit äußerst bekannte und vielgelesene Schriftsteller Hugh Walpole verantwortlich, der mit Selznick bereits bei David Copperfield zusammengearbeitet hatte. Als Regisseur des Films wurde John Cromwell verpflichtet, der Selznicks Arbeit sehr schätzte und ein Klient von Selznicks Bruder Myron war. Der Film wurde in den letzten zwei Monaten des Jahres 1935 in Kalifornien gedreht. Das Budget von 500.000 US-Dollar – ein damals durchschnittlicher Wert für einen Film – wurde um 90.000 US-Dollar überschritten. Der Film wurde am 4. April 1936 von United Artists veröffentlicht und erwirtschaftete bis 1939 einen Profit von rund 450.000 US-Dollar, womit Der kleine Lord bis Vom Winde verweht der erfolgreichste Film von Selznick International Pictures war.
Im Jahr 1980 erschien der britische Fernsehfilm Der kleine Lord mit Alec Guinness und Ricky Schroder in den Hauptrollen, der sich zum Teil von dieser Filmversion beeinflussen ließ. Dieser Film wird seit seiner Erstausstrahlung im Jahr 1982 jedes Jahr zu Weihnachten in der ARD wiederholt. Seitdem wird die 1936er-Version, die zuvor in den 1970er-Jahren häufiger ausgestrahlt wurde, kaum noch ausgestrahlt. In vielen anderen Ländern ist dieser Film jedoch nach wie vor die populärste Umsetzung von Burnetts Roman. Seit 2012 ist der Film mit einer deutschen Synchronisation auf DVD erhältlich, nachdem er vom George Eastman House Filmarchiv restauriert wurde.
Seit vielen Jahrzehnten gilt der Film in den USA als Public Domain, sodass er legal im Internet, z. B. auf YouTube angeschaut oder heruntergeladen werden kann.

## Kritik
“There is a benign aura about the photoplay, a mellow haze of things long past which should lull even the most adamant anti-Fauntlerite into a state of restful receptivity. This may be due to the period settings which have been contrived so handsomely, or to the performance of a perfectly attuned cast, or to Hugh Walpole’s adaptation, or to John Cromwell’s sentient direction. Whatever the cause, and it probably was the combination of all four, the picture has a way with it and, unless we are very much in error, you will be pleased.”

„Da liegt eine liebevolle Aura in diesem Filmdrama, eine milde Trübung über der lange vergangenen Zeit, die selbst den unerbittlichsten Fauntleroy-Feind zum Zollen von Respekt bringen sollte. Das liegt vielleicht an der Ausstattung des Films, die so wunderbar entworfen wurde, oder an den Darbietungen einer perfekt abgestimmten Besetzung, oder an Hugh Walpoles Drehbuch, oder auch an John Cromwells einfühlsamer Regie. Was immer auch der Grund ist, und wahrscheinlich war es eine Kombination aller vier, der Film hat etwas an sich, und wenn wir uns nicht sehr irren, wird er ihnen gefallen.“

„Gefühlvolle Verfilmung eines bekannten Jugendbuches. Geradlinig erzählt, mit guten Darstellern.“